# Boos, Seine-Maritime
Boos là một xã thuộc tỉnh Seine-Maritime trong vùng Normandie miền bắc nước Pháp.

## Heraldry
| Arms of Boos | The arms of Boos are blazoned: Gules, a crozier head argent, on a chief azure 3 fleurs de lys Or. |

## Dân số
| Năm | 1962 | 1968 | 1975 | 1982 | 1990 | 1999 | 2006 |
| --- | ---- | ---- | ---- | ---- | ---- | ---- | ---- |
| Dân số | 674  | 767  | 1012 | 1236 | 2487 | 2870 | 3102 |
| From the year 1962 on: No double counting—residents of multiple communes (e.g. students and military personnel) are counted only once. |      |      |      |      |      |      |      |